# Девятова, Татьяна Николаевна
Татья́на Никола́евна Девя́това (Костицы́на; 19 сентября 1948, Купянск, Харьковская область, УССР, СССР) — советская пловчиха, МСМК по плаванию. Участница двух летних олимпиад: 1964 (бронза) и 1968.

## Биография
Родилась 19 сентября 1948 года в городе Купянск Харьковской области.
Член харьковского спортивного общества «Динамо». Окончила Харьковский университет. Воспитанница тренера Александра Кожуха.

### Международная карьера
В 1964 году принимала участие в XVIII летних Олимпийских игр, где стала бронзовым призёром в комбинированной эстафете 4×100 м. В этом же виде плавания стала серебряным призёром чемпионата Европы 1966 года. В том же году стала рекордсменкой Европы на дистанции 200 м комплексным плаванием. Была участницей XIX летних Олимпийских игр, на которых не завоевала ни одной награды.

### Карьера в СССР
В 1963 году завоевала серебряную медаль на чемпионате СССР на дистанции 400 м комплексным плаванием, а в 1964 году стала серебряным призёром на дистанциях 100 м баттерфляем.
В 1964—1965 годах становилась чемпионкой СССР на дистанции 400 м комплексным плаванием.
В 1965—1968 годах становилась чемпионкой СССР на дистанциях 100 м баттерфляем, а в 1967—1968 годах — на дистанции 200 м. В 1965 и 1967 годах становилась серебряным призёром чемпионатов СССР в комбинированной эстафете 4×100 м.
В 1964—1968 годах — 10-кратная рекордсменка СССР на дистанциях 100 и 200 м баттерфляем, в комбинированной эстафете 4×100 м.